# Willem Peters
Willem « Wim » Peters (né le 5 juillet 1903 à Meppel et décédé le 30 mars 1995 à Zwolle) est un athlète néerlandais spécialiste du triple saut. Licencié au PEC de Zwolle, il mesurait 1,85 m.

## Biographie

### Palmarès
| Date | Compétition           | Lieu        | Résultat | Performance |
| ---- | --------------------- | ----------- | -------- | ----------- |
| 1924 | Jeux olympiques d'été | Paris       | 7e       | 13,86 m     |
| 1932 | Jeux olympiques d'été | Los Angeles | 5e       | 14,93 m     |
| 1934 | Championnats d'Europe | Turin       | 1re      | 14,89 m     |

### Records
| Épreuve     | Performance | Lieu | Date |
| ----------- | ----------- | ---- | ---- |
| Triple saut | 15,48 m     |      | 1927 |